# Permingeatita
La permingeatita és un mineral de la classe dels sulfurs, que pertany al grup de l'estannita. Fou anomenada l'any 1971 per Zdeněk Johan, Paul Picot, Roland Pierrot i Milan Kravcek en honor de François Permingeat, un mineralogista francès de la Universitat Paul-Sabatier (Tolosa de Llenguadoc).

## Característiques
La permingeatita és un sulfur de fórmula química Cu₃SbSe₄. Cristal·litza en el sistema tetragonal. La seva duresa a l'escala de Mohs és 4 a 4,5.
Segons la classificació de Nickel-Strunz, la permingeatita pertany a «02.KA.10: Sulfarsenats i sulfantimonats, amb (As, Sb)S₄ tetraedre» juntament amb els següents minerals: enargita, petrukita, briartita, famatinita, luzonita, barquillita i fangita. Segons la classificació de Dana forma part de 3.2.2.3 (sulfosals).

## Formació i jaciments
Es forma com a producte d'alteració hidrotermal. Ha estat descrit només a la República Txeca (Bohèmia i Moràvia).